# Bobelinė

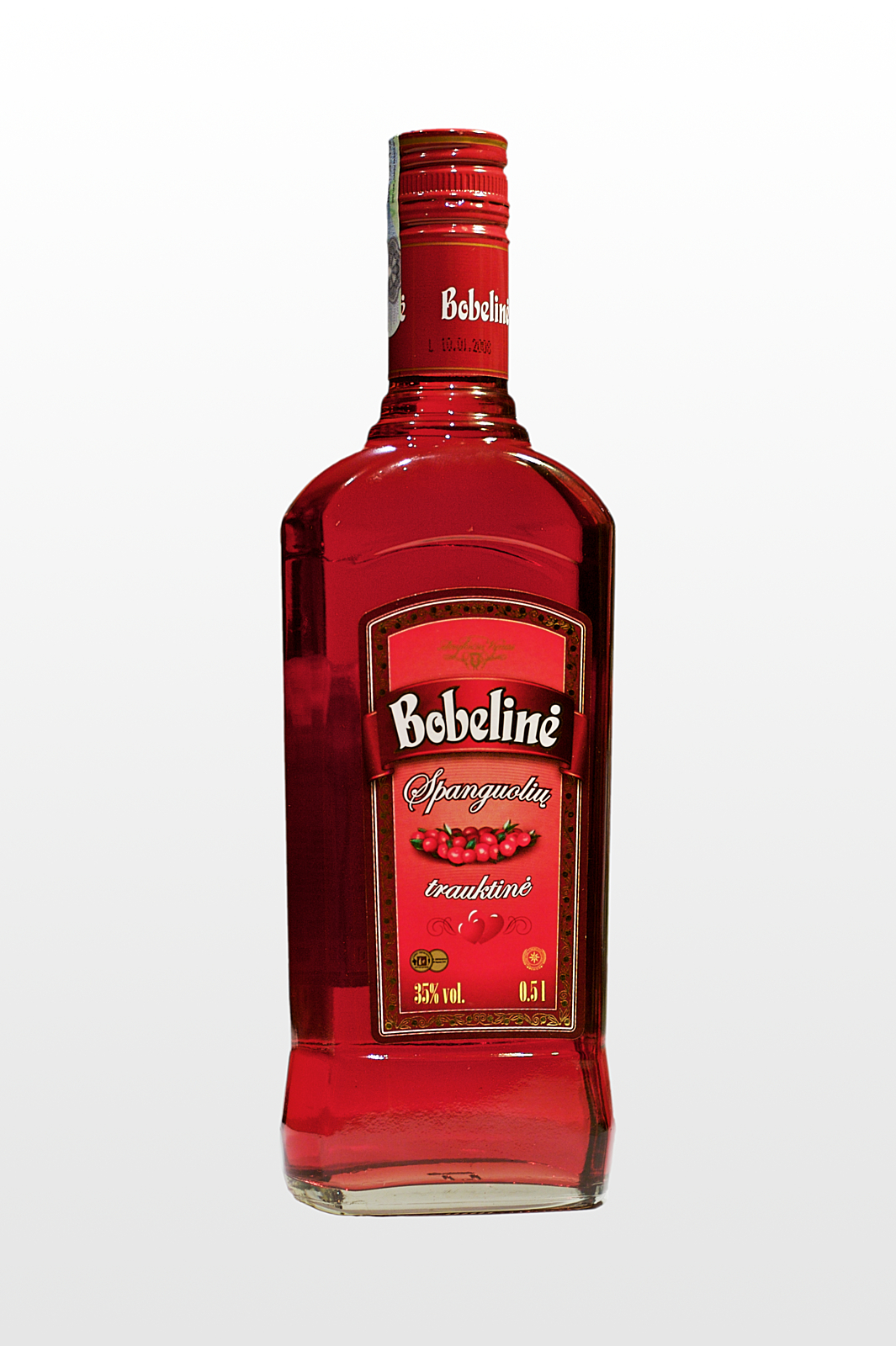
Bouteille 0,5 l de Bobelinė à 35 % vol.

Le Bobelinė est une boisson alcoolisée lituanienne à base du fruit de la canneberge, fabriquée par la compagnie Anykščių Vynas.

## Variétés
Elle est déclinée en deux variétés :
- 20 % vol.
- 35 % vol.